# Obveznica
Obveznica je vrijednosni papir koji sadrži priznanje postojanja neke obveze, a služi vjerovniku kao dokaz da je dužnik obvezu preuzeo. Obveznice mogu izdavati države, velike bankovne, prometne ili industrijske tvrtke a svrha izdavanja je prikupljanje sredstava, najčešće u značajnim iznosima. Za razliku od dionica, obveznice se izdaju prema unaprijed određenoj i obično fiksnoj kamatnoj stopi.
One mogu glasiti na ime ili na donosioca, a moraju sadržavati nominalnu vrijednost, kamatnu stopu, seriju i broj. Osim ovog obaveznog sadržaja, ona može imati naznačene i eventualne načine korištenja u određene, unaprijed utvrđene svrhe (npr. za plaćanje poreza u iznosu nominalne vrijednosti obveznice ako ju izdaje država, ili za neki drugi način korištenja). 
Obvezni sastavni dio obveznice su kuponi, koji daju pravo na isplatu pripadajuće kamate za određeno razdoblje (najčešće za jednu godinu, ali isplata kamata može biti i češća) i obično ih ima toliko, na koliko takvih razdoblja je izdana dionica, jer su obveznice uvijek s točno određenim rokom vraćanja. Ako obveznica ne sadrži dovoljan broj kupona za kamate, mora sadržavati talon uz čije predočenje zajedno s dionicom dužnik mora vjerovniku dati nove.
Obveznice mogu biti i predmet kupoprodaje uz tečaj koji može biti iznad ili ispod nominalne vrijednosti, ovisno o trenutnoj ponudi i potražnji. Smatra se ulaganjem gotovo bez rizika, a u najvećem broju zemalja ne moraju biti predmet trgovanja na burzi. Iz investitorske perspektive, obveznice su tipična investicijska sredstva visokog stupnja likvidnosti.
Autorizirane obveznice (eng. authorized bonds) su obveznice koje je kakva tvrtka odlučila staviti u prodaju. U njih su uključene i emitirane i neemitirane obveznice.

## Vrste
- obveznice s kuponom – Najčešći tip korporacijskih obveznica su kuponske obveznice.
- obveznice bez kupona – Na promjene kamatnih stopa su najosjetljiviji nekamatonosni vrijednosni papiri kao što su obveznice bez kupona. Obveznice bez kupona ne nose kamate, već se prodaju uz diskont
- anuitetske obveznice